# Hrvatska izvještajna služba
Hrvatska izvještajna služba (kratica HIS) bila je služba unutar Ureda za nacionalnu sigurnost sa zadaćom obavještajnog rada izvan državnog područja Republike Hrvatske, kao i suradnje sa stranim partnerskim sigurnosno–obavještajnim službama. HIS je 1990-ih godina bio jedina vanjska obavještajna služba Republike Hrvatske koja je:
- prikupljala obavještajne podatke od nacionalnog interesa u inozemstvu,
- raščlanjivala, objedinjavala, procjenjivala i dostavljala obavještajne podatke i izvješća Predsjedniku Republike, predstojniku UNS-a, predsjedniku Vlade te državnim i resornim ministrima u Vladi Republike Hrvatske,
- surađivala sa stranim obavještajnim službama,
- usmjeravala i usklađivala rad službi hrvatske obavještajne zajednice.

Radom HIS-a upravljao je ravnatelj. Utemeljitelj i ravnatelj HIS-a od 1993. do 1998. godine bio je Miroslav Tuđman. Na tom ga je mjestu zamijenio Miroslav Šeparović prije nego se Tuđman vratio na mandat od srpnja 1999. do veljače 2000. godine. Od 16. veljače 2000. do 24. svibnja 2000. godine na tom je mjestu bio Ozren Žunec. Nakon njegova odlaska (od 26. svibnja 2000. godine), pa do travnja 2002. godine, zadnji ravnatelj HIS-a bio je Damir Lončarić, kasniji kratkotrajni ravnatelj Obavještajne agencije (OA).